# 제네바 공항역
제네바 공항역(독일어: Gare de Genève-Aéroport)은 스위스 제네바, 그랑-사코네(Grand-Saconnex)에 있는 제네바 국제공항(Aéroport International de Genève)(IATA 코드 : GVA) 터미널 건물 옆에 지하에 위치한 기차역이다. 스위스 연방 철도의 로잔-제네바선의 표준궤 끝에 위치한다.
역은 지붕이 있는 통로를 통해 공항 터미널에서 250m 떨어져 있으며, 팔렉스포 박람회장과 매우 가깝다.

## 운행편
이 역은 시간당 평균 5대의 열차가 운행되는 종착역이다. 모두 제네바역(6분 거리)에 정차를 하며, 로잔, 뇌샤텔, 프리부르, 빌/비엔, 졸로투른, 베른, 루체른, 취리히, 빈터투어, 장크트갈렌과 발레주로 계속 이동한다. 알프스(시옹 및 브리크):
- 인터시티
  - 매시간 IC 1에서 로잔, 프리부르, 베른, 취리히 중앙, 취리히 공항 및 빈터투어를 경유하여 장크트갈렌까지 운행한다.
  - 모르주, 이베르동-레-뱅, 뇌샤텔, 빌/비엔, 졸로투른, 올텐, 아라우, 및 취리히를 경유하여 로르샤흐까지 매시간 IC 5.
- 인터레기오
  - 시간당 IR 15에서 니옹, 모르주, 로잔, 팔레지유, 로몽, 프리부르, 베른, 초핑엔 및 주르제를 거쳐 루체른까지 운행한다.
  - 30분 IR 90에서 니옹 (1시간 간격), 모르주(1시간 간격), 로잔, 브베, 몽트뢰, 에이글, 생모리스(시간 간격), 마르티니, 시옹, Sierre/Siders, 로이크 (시간 간격), 그리고 피스프.